# Donaustadion
El Donaustadion (en alemán: Estadio del Danubio) es un estadio multiusos ubicado en la ciudad de Ulm, estado de Baden-Wurtemberg, Alemania. El estadio fue inaugurado en 1925 y posee una capacidad para 19.500 personas, actualmente se utiliza principalmente para partidos de fútbol y es el estadio local del SSV Ulm 1846, de la 2.Bundesliga.
En 1999, se construyó una nueva tribuna, llenando el último hueco abierto del antiguo terreno en forma de herradura. Esta tribuna fue la primera para no fumadores dentro de un campo de fútbol profesional en Alemania.
El estadio fue una de las cinco sedes del Campeonato Femenino de la UEFA de 2001, realizado en Alemania, albergó las semifinales y final del torneo.